# Anne Françoise Weber
Anne Françoise Weber (* 1973) ist eine deutsch-französische Sozialwissenschaftlerin und Journalistin.

## Leben und Karriere
Anne Françoise Weber studierte Sozialwissenschaften, Islamwissenschaften und evangelische Theologie an den Universitäten Marburg, Berlin und Tunis. Sie befasste sich hauptsächlich mit Gender- und Religions-Themen. Sie arbeitete u. a. in Tunesien über Frauenrechte und promovierte 2005 an der Albert-Ludwigs-Universität Freiburg zum christlich-islamischen Dialog im Libanon. Sie ist Absolventin der Berliner Journalisten-Schule.
Weber arbeitete für das Regionalbüro der Friedrich-Ebert-Stiftung in Beirut und als freie Journalistin im Libanon und in Ägypten.  Sie arbeitete als Journalistin u. a. für den Evangelischen Pressedienst, Radio France Internationale und seit 2010 als Redakteurin für Deutschlandfunk Kultur.
Weber lebt in Berlin und hat mit ihrem Partner zwei Kinder.

## Schriften (Auswahl)
als Autorin
- Staatsfeminismus und autonome Frauenbewegung in Tunesien (= Mitteilungen des DOI; Bd. 62). Dt. Orient-Institut, Hamburg 2001, ISBN 3-89173-064-0.
- Le cèdre islamo-chrétien. De Libanais à la recherche de l’unité nationale (= Studien zu Ethnizität, Religion und Demokratie. Bd. 8). Nomos, Baden-Baden 2007, ISBN 978-3-8329-3102-5 (zugl. Dissertation, Universität Freiburg 2005)
- Neun Ausgaben der täglichen Sendung „Hintergrund“ im Deutschlandfunk.

als Herausgeberin
- mit Armin Heinemann, Olfa Lamloum: The Middle East in the Media. Conflicts, Censorship and Public Opinion. Saqi Books, London 2010, ISBN 978-0-86356-658-5.